# Лапушна
Лапушна, Лопушна — річка в Україні, у Вижницькому районі Чернівецької області. Ліва притока Серету (басейн Дунаю).

## Опис
Довжина річки приблизно 7,4 км. Формується з багатьох безіменних струмків.

## Розташування
Бере початок на південному заході від гори Садниста (1143 м). Тече переважно на південний схід і на південній оклиці Лопушни впадає у річку Серет, ліву притоку Дунаю. 
Річку перетинає автошлях Т 2609. 
На річці розташовані Лопушнянські водограї.